# Stuart Laidlaw
Stuart Ralston Laidlaw (* 2. März 1877 in Havelock; † 22. November 1960 in Vancouver) war ein kanadischer Lacrossespieler.

## Erfolge
Stuart Laidlaw war Mitglied der Winnipeg Shamrocks, mit denen er bei den Olympischen Spielen 1904 in St. Louis im ersten Lacrossewettbewerb der Olympischen Spiele antrat. Neben ihm gehörten außerdem George Cattanach, William Brennaugh, Hilliard Lyle, William Burns, George Cloutier, Élie Blanchard, Jack Flett, Benjamin Jamieson, George Bretz, Lawrence Pentland und Sandy Cowan zur Mannschaft. Laidlaw spielte dabei auf der Position eines Mittelfeldspielers.
Neben den Winnipeg Shamrocks nahmen lediglich noch eine Mannschaft der Mohawk Indians of Canada und die Gastgeber aus St. Louis teil, die St. Louis Amateur Athletic Association. St. Louis bestritt seine erste Partie gegen die indianische Mannschaft und besiegte diese, womit sie ins Endspiel gegen die Winnipeg Shamrocks einzog. Mit 8:2 setzten sich die Shamrocks deutlich gegen St. Louis durch und Laidlaw erhielt wie seine Mannschaftskameraden als Olympiasieger die Goldmedaille.
Laidlaw begann mit Lacrosse während seines Studiums am Wesley College in Winnipeg. Nach seinem Abschluss gründete er seine eigene Firma, Taylor & Laidlaw. In seinem weiteren Karriereverlauf arbeitete er als Barrister, Gerichtsvollzieher und auch als Rechtsberater an einem Bezirksgericht. Er setzte sich in Vancouver zur Ruhe.